# Кабарда

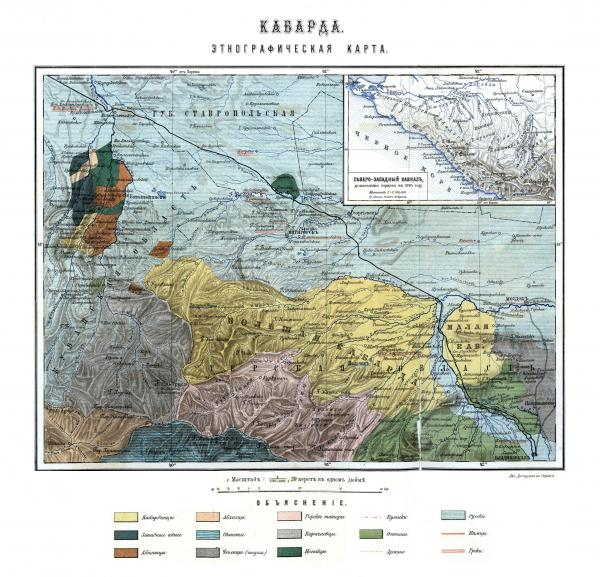
Карта Кабарди (1880)

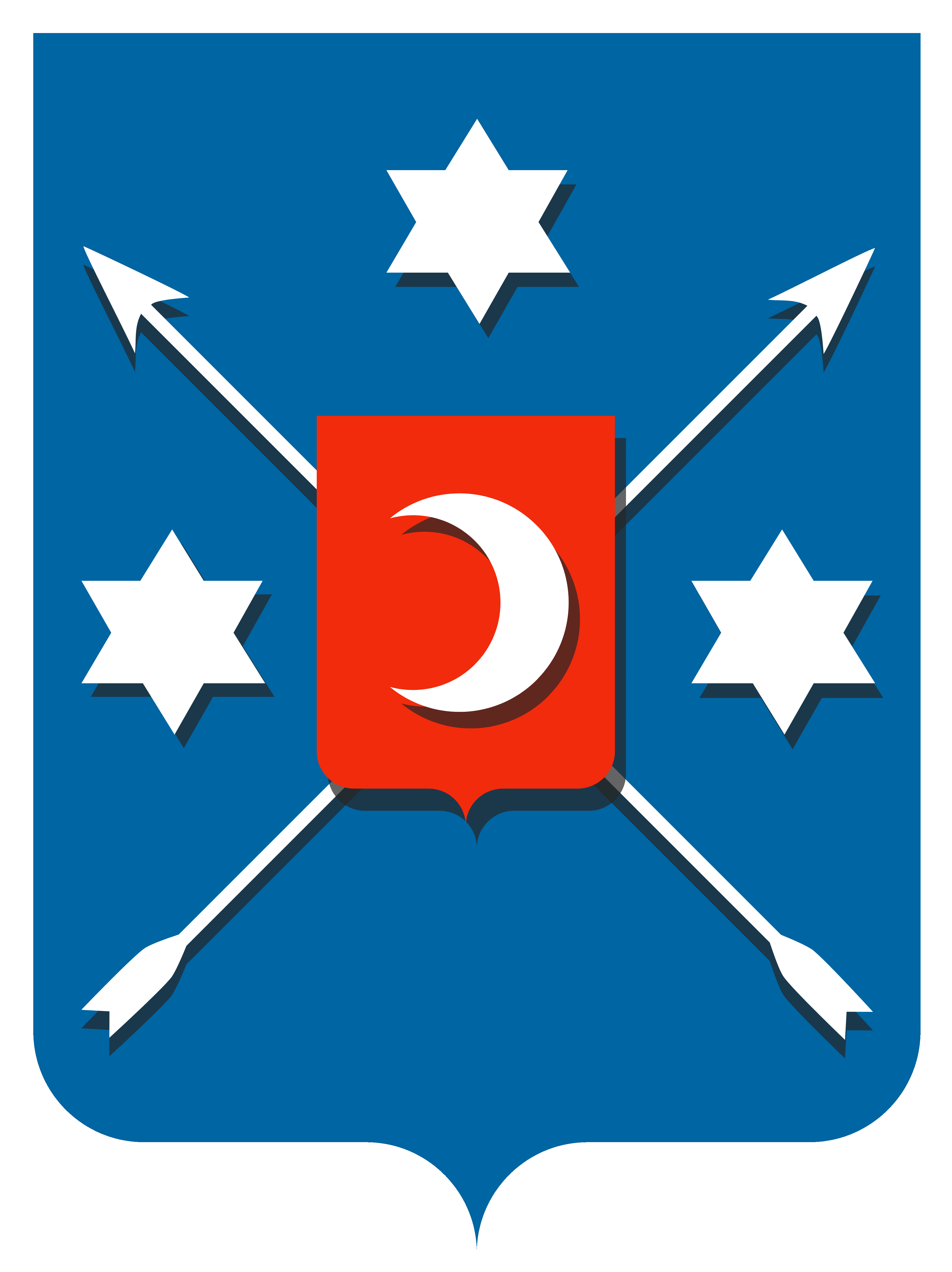
Герб Кабарди

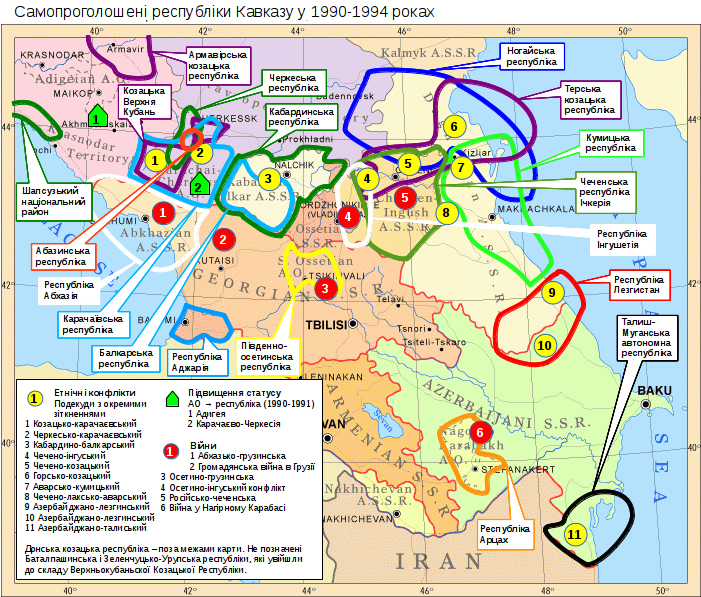
Самопроголошені республіки Кавказу на початку 1990-х

Кабарда (рос. Кабарда; кабард. Къэбэрдей
) — країна на Північному Кавказі, складова Черкесії.
Історичний регіон у Росії.
Автохтонне населення — кабардинці, етнографічна група адигів (черкесів), представники кавказьких народів. Панівна релігія — суннітський іслам. У XVI–XVIII століттях кабардинські князі були данниками правителів Кримського ханства. Намагаючись звільнитися з кримського підданства підтримували тісні контакти із Московією, а згодом — Росією. 1739 року Велика і Мала Кабарда отримали незалежність за результатами Белградського мирного договору між Російською та Османською імперіями. У 1760-х роках Кабарда була анексована Росією. У 1778, 1810 і 1822 роках стала місцем антиросійських повстань, що були жорстоко придушені загарбниками. Внаслідок геноциду адизьких народів, здійсненого росіянами й козаками, населення Кабарди скоротилося вдесятеро (з 300 тисяч у 1763 році до 30 тисяч після 1822 року). Опір загарбникам продовжувався до кінця Кавказької війни в 1864 році, після чого тисячі кабардинців були змушені переселитися до Османської імперії. У 1864–1917 роках — становила Кабардинський (Нальчикський) округ Терської області Російської імперії; російські імператори мали титул «государ Кабардинської землі». З 1922 року — Кабардинська автономна область у складі радянської Росії. З 1936 року — у складі Кабардино-Балкарської АРСР. З 1991 року — у складі Кабардино-Балкарської республіки Російської Федерації.

## Верховні князі (уалій-пши)
- Інал Великий (1430–1453)
- Табулд (1460-?)
- Бугашік (1552-?)
- Таздруй (1556-?)
- Темрюк Ідаровіч (1556–1570)
- Пшепшуко (1570–1577)
- Камбулат Ідарович (1577–1589)
- Асламбек Кайтуков (1589–1590)
- Янсох  (1590–1595)
- Шолох Тавсултанов (1595–1615)
- Сунчалей Янгалічев (1615)
- Куденек Камбулатов (1615–1624)
- Пшимахо (1624–1631)
- Муца  (1631–1661)
- Хасбулатов-мірза (1661-?)
- Ісламбек Місостов (1720–1721)
- Асланбек Кайтукін  (1721–1736)
- Джанхот Сідаков (1768–1770)
- Місост Атажукін (1770–1774)